# Nieuwe eenvoud
De nieuwe eenvoud is een Vlaamse architectuurstroming die de laatste decennia van de 20e eeuw tot ontwikkeling kwam. Het begrip werd in 1998 ingevoerd door Francis Strauven. De belangrijkste vertegenwoordigers zijn Paul Robbrecht en Hilde Daem, Stéphane Beel, Christian Kieckens en Wim Cuyvers.
De stijl wordt gekenmerkt door de heropleving van een architecturaal minimalisme zonder in een exorbitante uitvoering te vervallen. In sommige gebouwen, zoals in het Concertgebouw in Brugge van Robbrecht & Daem kan men ook sporen van het deconstructivisme terugvinden. De materialenkeuze wordt bepaald door het strikt noodzakelijke. De lichtrijke architectuur wordt hierdoor tot zijn pure eenvoud herleid.